# Cat Fanciers' Association

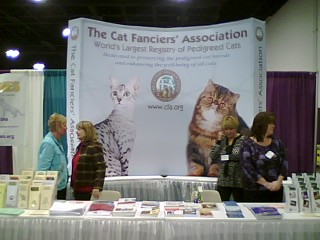
fotografie z akce pořádané CFA, 2008

Cat Fanciers' Association, zkráceně CFA, je největší severoamerická organizace chovatelů koček (působí však i mimo Severní Ameriku) a jedna z největších organizací chovatelů koček na světě.

## Historie
Organizace byla založena ve Spojených státech amerických v roce 1906.  Ještě téhož roku se pod její záštitou konaly první výstavy. Organizace měla dlouhou dobu své ústředí v New Jersey (různá místa), v roce 2010 však bylo hlavní sídlo přesunuto do Alliance v Ohiu.
CFA do současnosti zaregistrovala přes 2 000 000 ušlechtilých koček.
Členy organizace jsou především chovatelské kluby ze Spojených států amerických a Kanady, ovšem silné zastoupení má CFA i ve východní Asii (Japonsko, Čína) a členské kluby najdeme i v Evropě.
Pod záštitou organizace se každoročně uskuteční kolem 400 výstav ušlechtilých koček. Od roku 1994 je pak jednou do roka pořádána CFA International Cat Show (zatím vždy v některém městě USA), na které jsou předváděny nejlepší kočky z celé organizace.

## Cíle
Hlavním cílem organizace je zajišťovat kočkám ideální podmínky pro život. Organizace se angažuje v širokém spektru záležitostí týkajících se koček, od utváření legislativy přes podporu výzkumů až po servis chovatelům a vystavovatelům.
Organizace také hájí zájmy chovatelů a vystavovatelů, kteří jsou jejími členy.

## Uznaná plemena
(stav k 9. 8. 2015)
CFA uznává celkem 42 kočičích plemen. U barmské kočky jsou evropský typ a americký typ brány jako samostatná plemena s vlastními standardy. Balinéska a jávanka jsou brány jako dvě samostatná plemena, mají však společný standard, odlišné jsou pouze požadavky na zbarvení. S výjimkou perské a exotické kočky (exotická kočka je krátkosrstou varietou kočky perské) CFA nerozlišuje u plemen dlouhosrstou a krátkosrstou varietu (toto dělení uplatňuje až uvnitř jednotlivých plemen).
- Abyssinian – habešská kočka
- American Bobtail – americký bobtail
- American Curl – americký curl
- American Shorthair – americká krátkosrstá kočka
- American Wirehair – americká hrubosrstá kočka
- Balinese – balinéska
  - Balinese-Javanese (Javanese) – jávanka
- Birman – birma
- Bombay – bombajská kočka
- British Shorthair – britská krátkosrstá kočka
- Burmese – barmská kočka (americký typ)
- Burmilla – burmilla
- Chartreux – kartouzská kočka
- Colorpoint Shorthair
- Cornish Rex – cornish rex
- Devon Rex – devon rex
- Egyptian Mau – egyptská mau
- European Burmese – barmská kočka (evropský typ)
- Exotic – exotická kočka
- Havana Brown
- Japanese Bobtail – japonský bobtail
- Korat – korat
- LaPerm – LaPerm
- Maine Coon – mainská mývalí kočka
- Manx – manská kočka
- Norwegian Forest Cat – norská lesní kočka
- Ocicat – ocicat
- Oriental – orientální kočka
- Persian – perská kočka
- Ragamuffin – ragamuffin
- Ragdoll – ragdoll
- Russian Blue – ruská modrá kočka
- Scottish Fold – skotská klapouchá kočka
- Selkirk Rex – selkirk rex
- Siamese – siamská kočka
- Siberian – sibiřská kočka
- Singapura – singapura
- Somali – somálská kočka
- Sphynx – sphynx
- Tonkinese – tonkinská kočka
- Turkish Angora – turecká angora
- Turkish Van – turecká van